# Милорад
Милорад је старо српско мушко име настало од словенских елемената: мило што значи "милостив, драг" и рад. Женски облик је Милорада. Надимци: Мило, Милош.
Име се може односити на:
- Милорад Арсенијевић, српски фудбалер и менаџер
- Милорад Билбија, српски фудбалер
- Милорад Чавић, српски пливач
- Милорад Додик,  српски је политичар и политиколог.
- Милорад Драшковић, министар унутрашњих послова у бившој Краљевини Југославији
- Милорад Каралић, српски рукометаш
- Милорад Кораћ, српски фудбалски голман
- Милорад Косановић, српски фудбалски менаџер и бивши фудбалер
- Милорад Мажић, српски фудбалски судија
- Милорад Милутиновић, српски фудбалер и тренер
- Милорад Мишковић, српски балетски играч и кореограф
- Милорад Митровић, 1908–1993, српски фудбалер
- Милорад Недељковић, српски универзитетски професор економије и министар народне привреде у Недићевој влади
- Милорад Николић Попац, српски фудбалер
- Милорад Павић, српски писац
- Милорад Павић Миша,  српски фудбалер и фудбалски тренер.
- Милорад Б. Протић, српски астроном
- Милорад Ратковић, српски фудбалер
- Милорад Рогановић, новинар и дипломирани професор социологије
- Милорад Симић, лингвиста